# Festes-et-Saint-André
Pour les articles homonymes, voir Saint-André.
Festes-et-Saint-André  prononcé en français : [fɛst.e.sɛ̃t‿ɑ̃dʁe], en occitan Fèstas e Sant Andrieu, est une commune française située dans le Sud-Ouest du département de l'Aude, en région Occitanie.
Sur le plan historique et culturel, la commune fait partie du Razès, un pays historiquement très étendu, qui ne se résume aujourd'hui qu'aux collines de la Malepère et au bas Razès au centre et au sud, limité par le pays de Sault. Exposée à un climat océanique altéré, elle est drainée par la Corneilla et par un autre cours d'eau. La commune possède un patrimoine naturel remarquable composé d'une zone naturelle d'intérêt écologique, faunistique et floristique.
Festes-et-Saint-André est une commune rurale qui compte 187 habitants en 2022, après avoir connu un pic de population de 671 habitants en 1836. Elle fait partie de l'aire d'attraction de Limoux. Ses habitants sont appelés les Festandréens et ses habitantes les Festandréennes.

## Géographie

### Localisation
Festes-et-Saint-André est une commune située au sud-ouest de Limoux dans le Razès. Elle est située à environ 13 km de Limoux et de Couiza, à 14 km de Puivert.
La route départementale D 121 traverse son territoire depuis le point le plus bas (323 m), en limite de la commune de Bourigeole, jusqu'au col de Festes à 677 m d'altitude, en limite de la commune de Puivert. Le point culminant de la commune est à 760 m.

### Communes limitrophes
Les communes limitrophes sont  Bourigeole, Bouriège, La Serpent, Montjardin, Puivert, Saint-Benoît, Saint-Jean-de-Paracol, Val-du-Faby et Villefort.
| Saint-Benoît, Montjardin | Bourigeole            | Bouriège    |
| Villefort                | Festes-et-Saint-André | La Serpent  |
| Puivert                  | Saint-Jean-de-Paracol | Val-du-Faby |

### Géologie ert relief
Festes-et-Saint-André se situe en zone de sismicité 3 (sismicité modérée).

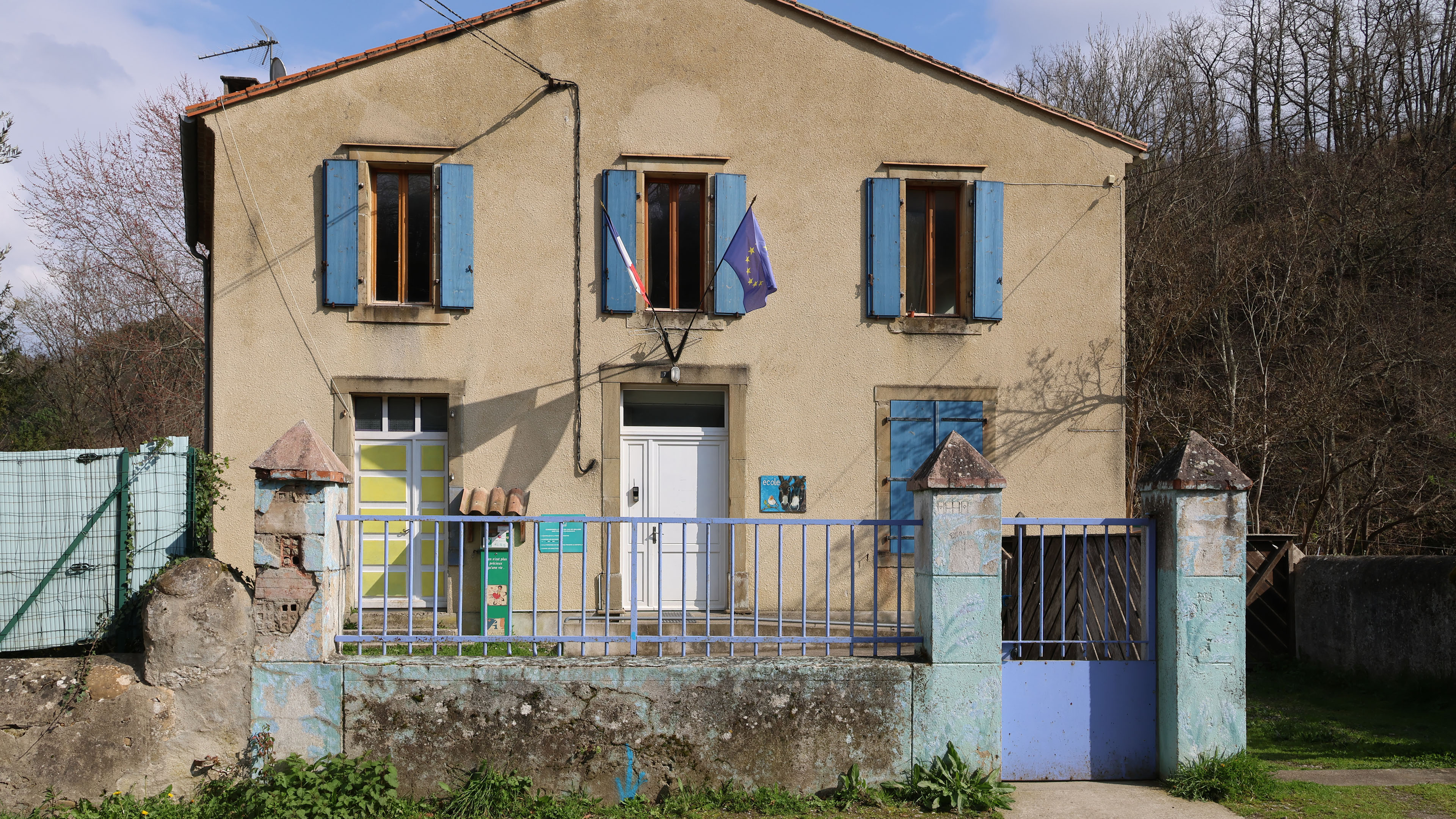
Mairie de St André.

### Voies de communication et transports
Aucun moyen de transport en commun relie Festes-et-Saint-André a un autre village. Il existe tout de même un car scolaire qui effectue, tous les jours de la semaine (hors samedi et dimanche), le trajet Festes-et-Saint-André - Limoux.

### Végétation
Les paysages et la végétation sont variés. En aval, autour de Festes, on trouve un paysage typiquement méditerranéen avec la culture de la vigne, l'élevage de moutons, la garrigue avec la lavande, le thym, le romarin, le figuier, le chêne kermès appelé ici le Garric, etc. En amont, le sol se recouvre au fur et à mesure d'une végétation de montagne avec l'élevage de vaches, des pâtures et d'épaisses forêts de résineux destinées à l'exploitation forestière pour le bois de chauffage et pour les filières de l'industrie du bois.[réf. nécessaire]

### Hydrographie
La commune est dans la région hydrographique « Côtiers méditerranéens », au sein du bassin hydrographique Rhône-Méditerranée-Corse. Elle est drainée par la Corneilla et le Merle, qui constituent un réseau hydrographique de 10 km de longueur totale,.
La Corneilla, d'une longueur totale de 21,6 km, prend sa source dans la commune et s'écoule du sud-ouest vers le nord-est. Elle traverse la commune et se jette dans l'Aude à Cournanel, après avoir traversé 6 communes.

### Climat
Pour des articles plus généraux, voir Climat de l'Occitanie et Climat de l'Aude.
En 2010, le climat de la commune est de type climat océanique altéré, selon une étude s'appuyant sur une série de données couvrant la période 1971-2000. En 2020, Météo-France publie une typologie des climats de la France métropolitaine dans laquelle la commune est exposée à un climat de montagne ou de marges de montagne et est dans la région climatique Pyrénées orientales, caractérisée par une faible pluviométrie, un très bon ensoleillement (2 600 h/an), un air sec, particulièrement en hiver et peu de brouillards.
Pour la période 1971-2000, la température annuelle moyenne est de 12,6 °C, avec une amplitude thermique annuelle de 15,3 °C. Le cumul annuel moyen de précipitations est de 874 mm, avec 10 jours de précipitations en janvier et 5,4 jours en juillet. Pour la période 1991-2020, la température moyenne annuelle observée sur la station météorologique la plus proche, située sur la commune de Saint-Benoît à 8 km à vol d'oiseau, est de 12,5 °C et le cumul annuel moyen de précipitations est de 900,5 mm,. Pour l'avenir, les paramètres climatiques de la commune estimés pour 2050 selon différents scénarios d'émission de gaz à effet de serre sont consultables sur un site dédié publié par Météo-France en novembre 2022.

### Milieux naturels et biodiversité

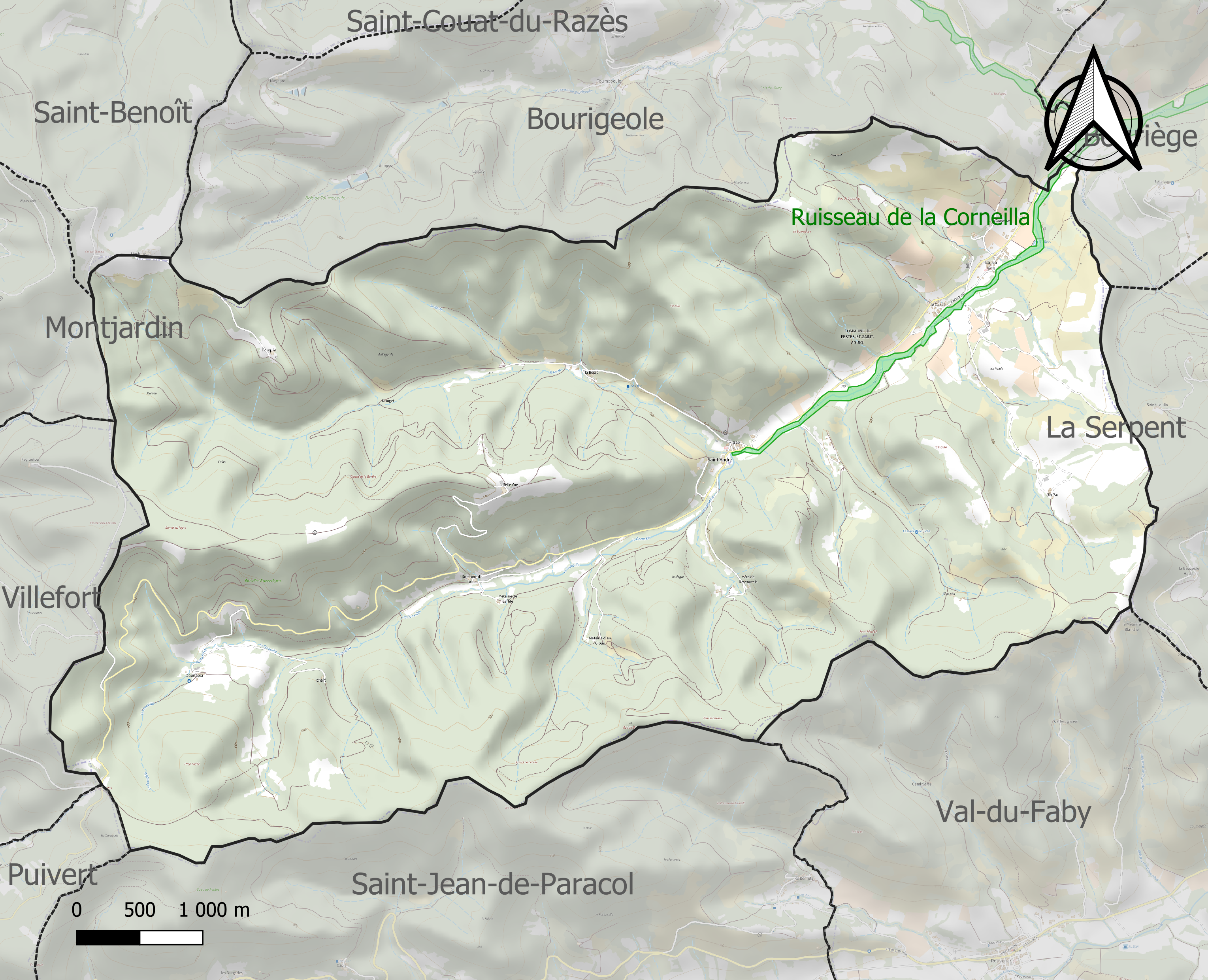
Carte de la ZNIEFF de type 1 localisée sur la commune.

L’inventaire des zones naturelles d'intérêt écologique, faunistique et floristique (ZNIEFF) a pour objectif de réaliser une couverture des zones les plus intéressantes sur le plan écologique, essentiellement dans la perspective d’améliorer la connaissance du patrimoine naturel national et de fournir aux différents décideurs un outil d’aide à la prise en compte de l’environnement dans l’aménagement du territoire.
Une ZNIEFF de type 1 est recensée sur la commune :le « ruisseau de la Corneilla » (92 ha), couvrant 7 communes du département.

## Urbanisme

### Typologie
Au 1er janvier 2024, Festes-et-Saint-André est catégorisée commune rurale à habitat très dispersé, selon la nouvelle grille communale de densité à 7 niveaux définie par l'Insee en 2022.
Elle est située hors unité urbaine. Par ailleurs la commune fait partie de l'aire d'attraction de Limoux, dont elle est une commune de la couronne,. Cette aire, qui regroupe 39 communes, est catégorisée dans les aires de moins de 50 000 habitants,.

### Occupation des sols
L'occupation des sols de la commune, telle qu'elle ressort de la base de données européenne d’occupation biophysique des sols Corine Land Cover (CLC), est marquée par l'importance des forêts et milieux semi-naturels (80,5 % en 2018), une proportion sensiblement équivalente à celle de 1990 (80,8 %). La répartition détaillée en 2018 est la suivante : forêts (74,8 %), prairies (9,8 %), zones agricoles hétérogènes (9,7 %), milieux à végétation arbustive et/ou herbacée (5,7 %). L'évolution de l’occupation des sols de la commune et de ses infrastructures peut être observée sur les différentes représentations cartographiques du territoire : la carte de Cassini (XVIIIe siècle), la carte d'état-major (1820-1866) et les cartes ou photos aériennes de l'IGN pour la période actuelle (1950 à aujourd'hui).

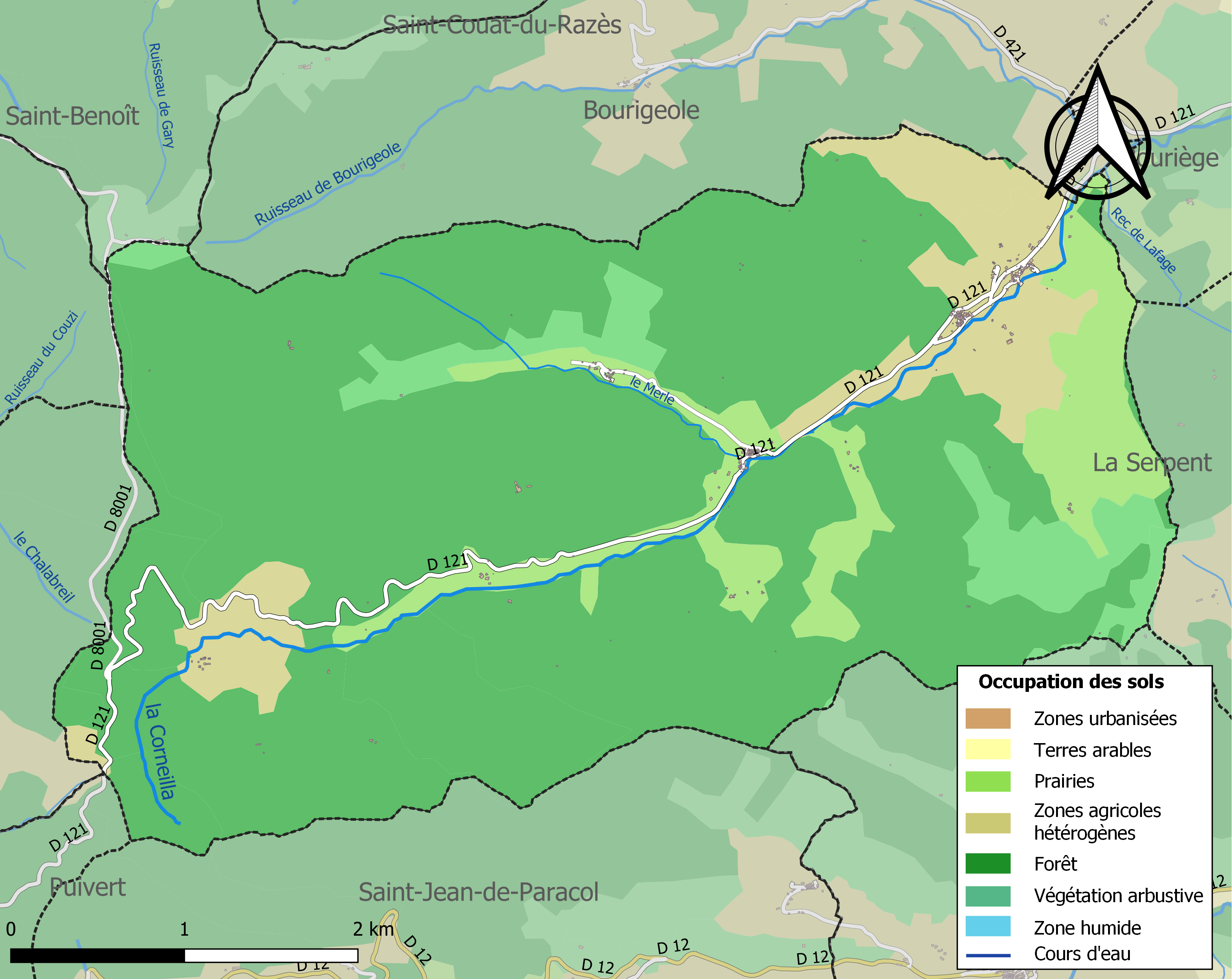
Carte des infrastructures et de l'occupation des sols de la commune en 2018 (CLC).

### Hameaux et lieux-dits
La commune est composée de deux villages éloignés d'un kilomètre : Festes (où se trouve la mairie) et Saint-André (où se trouve l'école). Chaque village possède son église, son cimetière. Elle comprend trois hameaux  le Cazal, Besse et Courtapla, et de nombreuses anciennes métairies ou bordes (En Pas, En Durou, Marsès, Fabié, Laffitte, Mauget, Bouquié, Ichart, la Tuilerie, Bellevue, le Galinat ou Métairie Blanche, etc.).[réf. nécessaire]

### Risques majeurs
Le territoire de la commune de Festes-et-Saint-André est vulnérable à différents aléas naturels : météorologiques (tempête, orage, neige, grand froid, canicule ou sécheresse), inondations et séisme (sismicité modérée). Un site publié par le BRGM permet d'évaluer simplement et rapidement les risques d'un bien localisé soit par son adresse soit par le numéro de sa parcelle.
Certaines parties du territoire communal sont susceptibles d’être affectées par le risque d’inondation par débordement de cours d'eau, notamment la Corneilla. La commune a été reconnue en état de catastrophe naturelle au titre des dommages causés par les inondations et coulées de boue survenues en 1982, 1992, 2009, 2014, 2018, 2019 et 2020,.

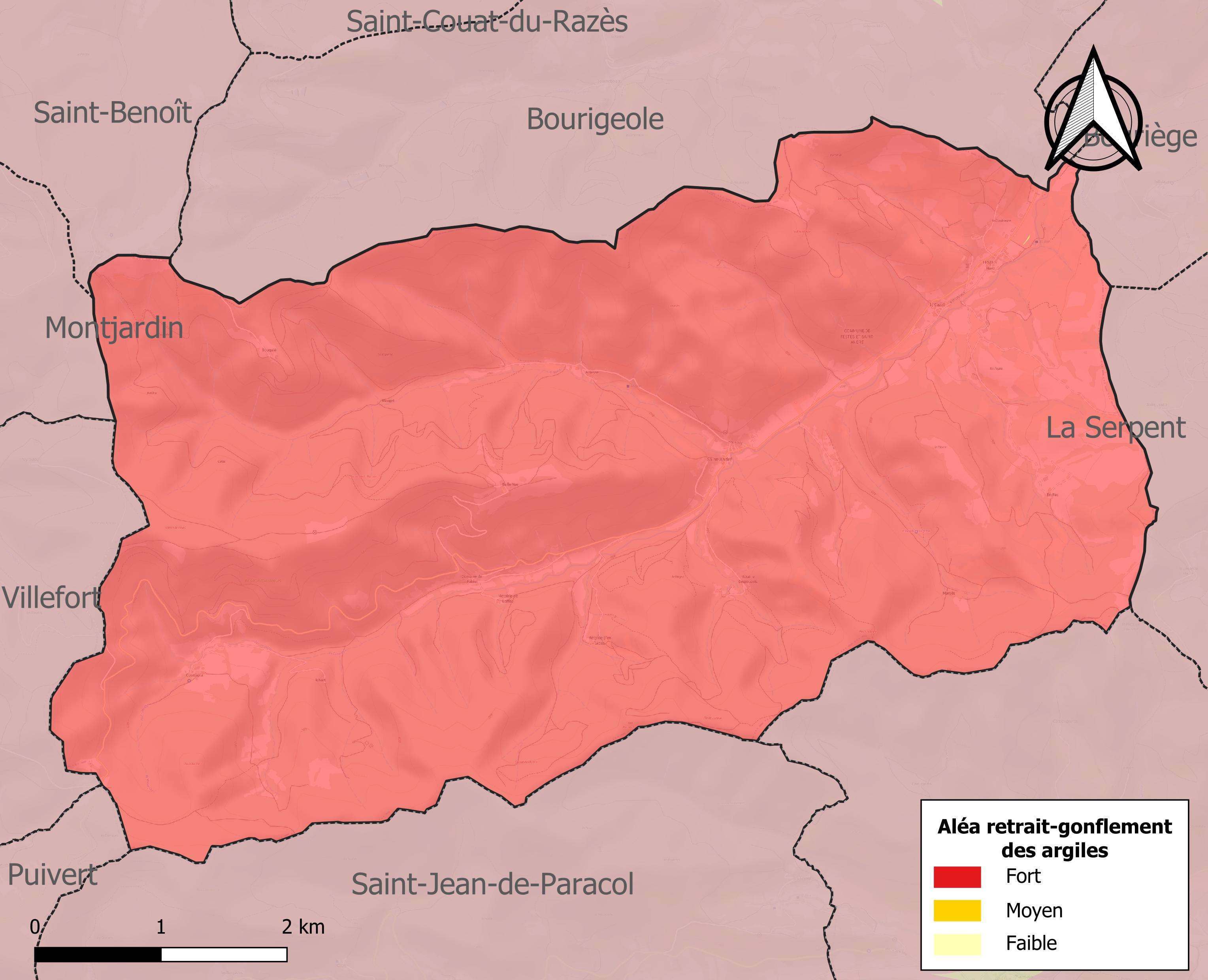
Carte des zones d'aléa retrait-gonflement des sols argileux de Festes-et-Saint-André.

Le retrait-gonflement des sols argileux est susceptible d'engendrer des dommages importants aux bâtiments en cas d’alternance de périodes de sécheresse et de pluie. La totalité de la commune est en aléa moyen ou fort (75,2 % au niveau départemental et 48,5 % au niveau national). Sur les 129 bâtiments dénombrés sur la commune en 2019, 129 sont en aléa moyen ou fort, soit 100 %, à comparer aux 94 % au niveau départemental et 54 % au niveau national. Une cartographie de l'exposition du territoire national au retrait gonflement des sols argileux est disponible sur le site du BRGM,.

## Politique et administration

### Découpage territorial
La commune de Festes-et-Saint-André est membre de la communauté de communes du Limouxin, un établissement public de coopération intercommunale (EPCI) à fiscalité propre créé le 2 décembre 2016 dont le siège est à Limoux. Ce dernier est par ailleurs membre d'autres groupements intercommunaux.
Sur le plan administratif, elle est rattachée à l'arrondissement de Limoux, au département de l'Aude, en tant que circonscription administrative de l'État, et à la région Occitanie.
Sur le plan électoral, elle dépend du canton de la Région-Limouxine pour l'élection des conseillers départementaux, depuis le redécoupage cantonal de 2014 entré en vigueur en 2015, et de la troisième circonscription de l'Aude  pour les élections législatives, depuis le redécoupage électoral de 1986.

### Liste des maires
| Période      | Période  | Identité                | Étiquette | Qualité                      |
| ------------ | -------- | ----------------------- | --------- | ---------------------------- |
| 1938         | 1944     | Pierre Jammes           |           |                              |
| Juillet 1944 | 1944     | Pierre Barbié           |           | Commissaire de la République |
| Octobre 1944 | 1959     | Pierre Jammes           |           |                              |
| 1959         | 1977     | Louis Ferreres          |           |                              |
| 1977         | 1989     | Adrien Laffitte         | PS        |                              |
| 1989         | 2001     | Serge Horie             |           |                              |
| mars 2001    | 2012     | Daniel Bord             |           |                              |
| 2012         | 2020     | Hervé Chaudemanche      |           |                              |
| 2020         | En cours | Catherine Eulalie Pinto | LFI       |                              |

## Démographie
| 1793 | 1800 | 1806 | 1821 | 1831 | 1836 | 1841 | 1846 | 1851 |
| ---- | ---- | ---- | ---- | ---- | ---- | ---- | ---- | ---- |
| 526  | 550  | 594  | 598  | 659  | 671  | 650  | 599  | 547  |

| 1856 | 1861 | 1866 | 1872 | 1876 | 1881 | 1886 | 1891 | 1896 |
| ---- | ---- | ---- | ---- | ---- | ---- | ---- | ---- | ---- |
| 555  | 488  | 540  | 524  | 509  | 506  | 505  | 367  | 354  |

| 1901 | 1906 | 1911 | 1921 | 1926 | 1931 | 1936 | 1946 | 1954 |
| ---- | ---- | ---- | ---- | ---- | ---- | ---- | ---- | ---- |
| 354  | 322  | 306  | 268  | 261  | 235  | 235  | 207  | 173  |

| 1962 | 1968 | 1975 | 1982 | 1990 | 1999 | 2005 | 2006 | 2010 |
| ---- | ---- | ---- | ---- | ---- | ---- | ---- | ---- | ---- |
| 150  | 105  | 112  | 159  | 201  | 202  | 215  | 213  | 202  |

| 2015 | 2020 | 2022 | - | - | - | - | - | - |
| ---- | ---- | ---- | - | - | - | - | - | - |
| 208  | 194  | 187  | - | - | - | - | - | - |

## Économie

### Revenus
En 2018  (données Insee publiées en septembre 2021), la commune compte 86 ménages fiscaux, regroupant 155 personnes. La médiane du revenu disponible par unité de consommation est de 13 060 € (19 240 € dans le département).

### Emploi
| Division       | 2008   | 2013   | 2018   |
| -------------- | ------ | ------ | ------ |
| Commune        | 17,5 % | 19 %   | 19,8 % |
| Département    | 10,2 % | 12,8 % | 12,6 % |
| France entière | 8,3 %  | 10 %   | 10 %   |

En 2018, la population âgée de 15 à 64 ans s'élève à 126 personnes, parmi lesquelles on compte 78,5 % d'actifs (58,7 % ayant un emploi et 19,8 % de chômeurs) et 21,5 % d'inactifs,. Depuis 2008, le taux de chômage communal (au sens du recensement) des 15-64 ans est supérieur à celui de la France et du département.
La commune fait partie de la couronne de l'aire d'attraction de Limoux, du fait qu'au moins 15 % des actifs travaillent dans le pôle,. Elle compte 43 emplois en 2018, contre 40 en 2013 et 40 en 2008. Le nombre d'actifs ayant un emploi résidant dans la commune est de 77, soit un indicateur de concentration d'emploi de 55,3 % et un taux d'activité parmi les 15 ans ou plus de 56 %.
Sur ces 77 actifs de 15 ans ou plus ayant un emploi, 30 travaillent dans la commune, soit 39 % des habitants. Pour se rendre au travail, 73 % des habitants utilisent un véhicule personnel ou de fonction à quatre roues, 9,5 % les transports en commun, 5,4 % s'y rendent en deux-roues, à vélo ou à pied et 12,2 % n'ont pas besoin de transport (travail au domicile).

### Activités hors agriculture
Vingt quatre établissements sont implantés  à Festes-et-Saint-André au 31 décembre 2019. Le tableau ci-dessous en détaille le nombre par secteur d'activité et compare les ratios avec ceux du département,. Le secteur des autres activités de services est prépondérant sur la commune puisqu'il représente 25 % du nombre total d'établissements de la commune (6 sur les 24 entreprises implantées  à Festes-et-Saint-André), contre 8,8 % au niveau départemental.

### Agriculture
La commune fait partie de la petite région agricole dénommée « Razès ». En 2010, l'orientation technico-économique de l'agriculture  sur la commune est la polyculture et le polyélevage.
|                                   | 1988 | 2000 | 2010 |
| --------------------------------- | ---- | ---- | ---- |
| Exploitations                     | 27   | 18   | 10   |
| Superficie agricole utilisée (ha) | 329  | 484  | 536  |

Le nombre d'exploitations agricoles en activité et ayant leur siège dans la commune est passé de 27 lors du recensement agricole de 1988 à 18 en 2000 puis à 10 en 2010, soit une baisse de 63 % en 22 ans. Le même mouvement est observé à l'échelle du département qui a perdu pendant cette période 52 % de ses exploitations. La surface agricole utilisée sur la commune a quant à elle augmenté, passant de 329 ha en 1988 à 536 ha en 2010. Parallèlement la surface agricole utilisée moyenne par exploitation a augmenté, passant de 12 à 54 ha.

## Culture locale et patrimoine

### Lieux et monuments

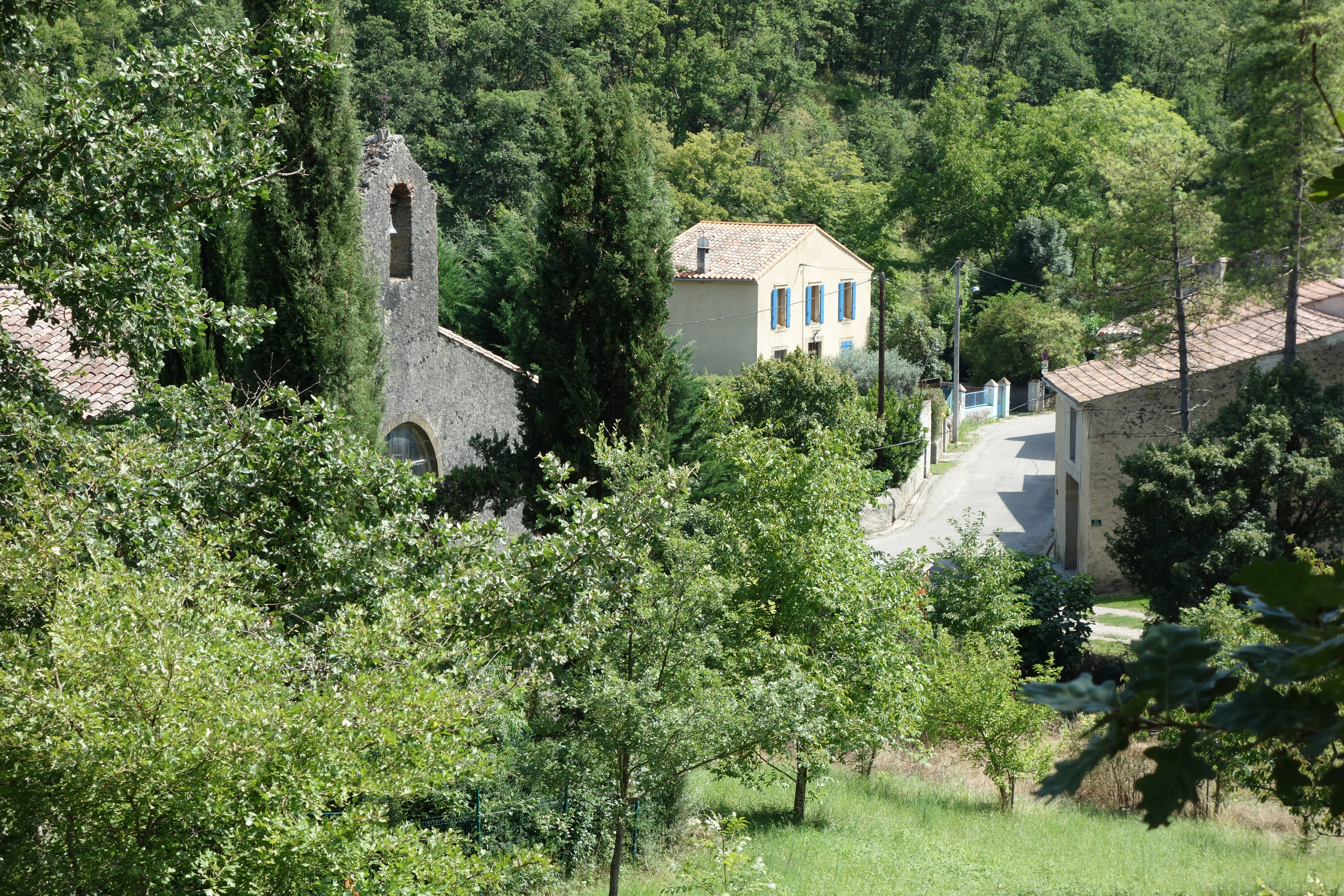
La mairie de St André.
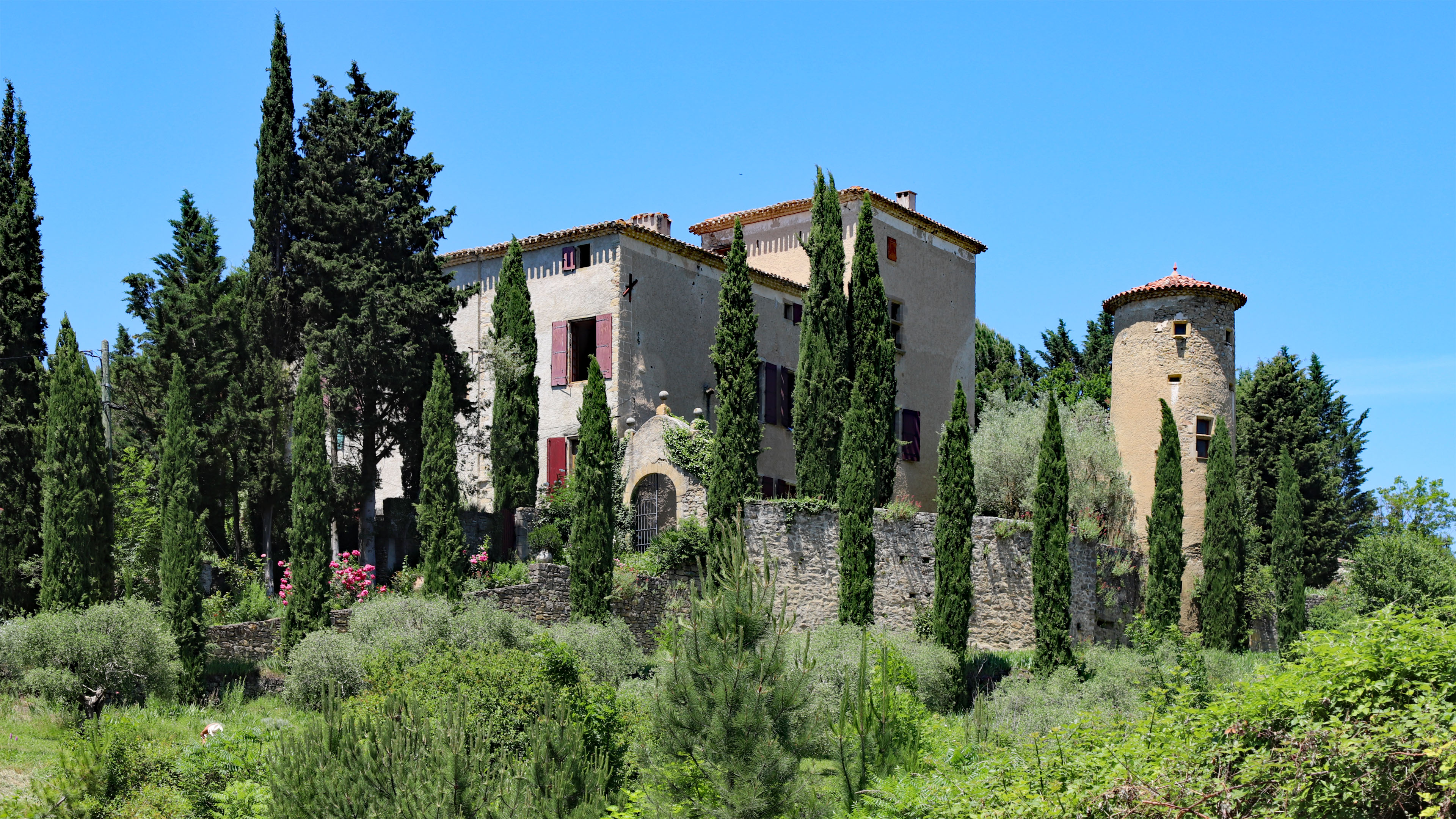
Le château de Festes.
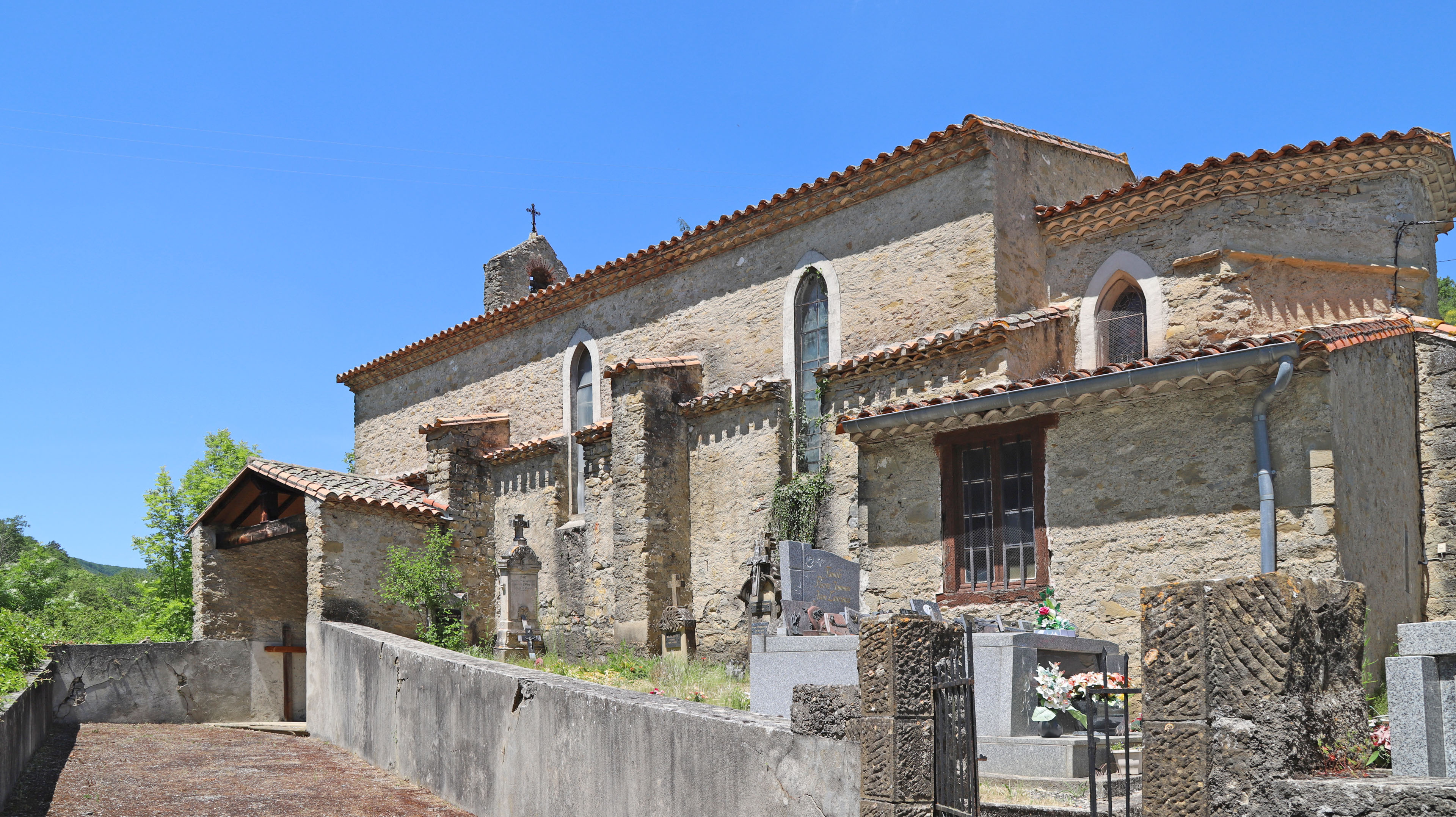
L'église de Saint-André.
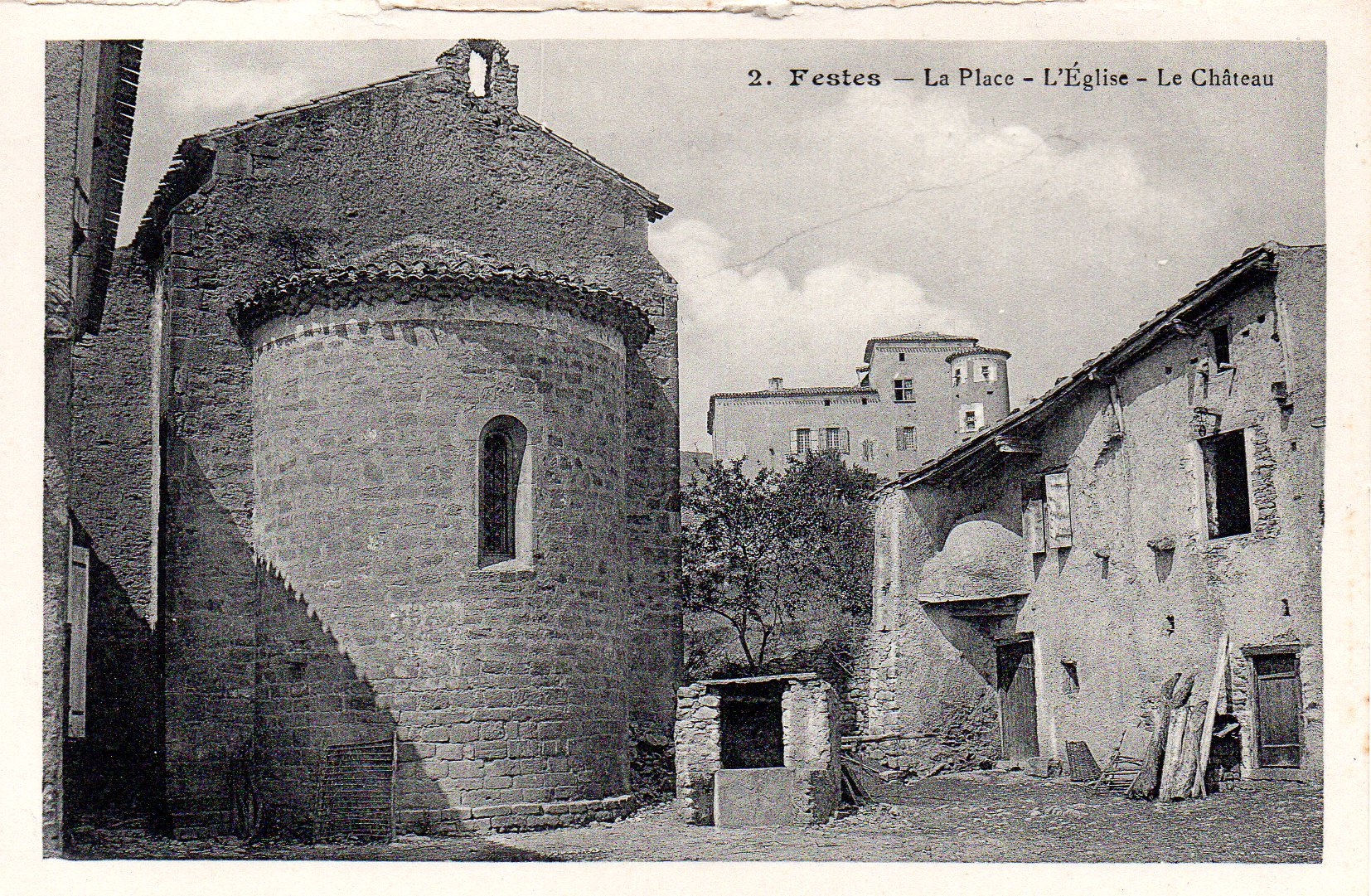
Église de la Nativité de Festes.

Dominant le village de Festes un château (propriété privée) des XIe, XIIIe et XVIIe siècles ayant appartenu à la famille de Montfaucon, apparentée à celle de l'érudit Dom Bernard de Montfaucon.
À Festes une église romane du XIe siècle.
À Saint-André une église du XVIIe siècle.
- Église de la Nativité de Festes.
- Église Saint-André de Saint-André.

Au lieu-dit la Marge, la maison bulles de Daniel Bord (inscrite en 2023) est un exemple d'architecture contemporaine de maison bulle.
Un site inscrit en 1945 : la cascade de las encantados (ou de la Piche) à laquelle est attachée la légende du colporteur de Rouvenac poursuivi par les fées au battoir d'or, sur le ruisseau de Marsès.

### Personnalités liées à la commune
- Les seigneurs de Montfaucon ont leur histoire liée à la commune : ils étaient propriétaires du château de Festes (XIe au XVIIe siècle).
- Henri Boudet : le 1er novembre 1866, il est nommé curé desservant à Festes et Saint-André. Il deviendra ensuite curé de Rennes-les-Bains. Il publiera un ouvrage étonnant sous le nom de « La vraie langue celtique ou le Cromleck de Rennes-les-Bains » dans lequel il explique que l'anglais est à l'origine de toutes les autres langues.

### Héraldique
| Blason de Festes-et-Saint-André | Blason  | De gueules à un orle d'or.                       |
| Blason de Festes-et-Saint-André | Détails | Le statut officiel du blason reste à déterminer. |